# Andrij Żołdak
Andrij Walerijowycz Żołdak, ukr. Андрій Валерійович Жолдак (ur. 3 listopada 1962 w Kijowie) – ukraiński reżyser teatralny.

## Życiorys
Jest prawnukiem ukraińskiego dramatopisarza Iwana Karpenko-Karego i Nadii Tarkowskiej, przez którą jest spokrewniony z rosyjskim reżyserem Andriejem Tarkowskim. Ukończył Kijowski Instytut Sztuki Teatralnej im. Iwana Karpenko-Karego oraz moskiewski GITIS (Rosyjski Uniwersytet Sztuki Teatralnej) w klasie Anatolija Wasyljewa. Reżyserował na deskach Narodowego Teatru Dramatycznego im. Iwana Franki w Kijowie, Narodowego Teatru Radu Stanca w Sybinie, Teatru Narodów w Moskwie, Teatru Aleksandryjskiego w Sankt Petersburgu, Macedońskiego Narodowego Teatru w Skopje, Volksbühne am Rosa-Luxemburg Platz w Berlinie oraz ostatnio w Teatrze w Oberhausen.
W latach 2002–2005 pełnił obowiązki dyrektora artystycznego Ukraińskiego Akademickiego Teatru Dramatycznego im. Tarasa Szewczenki w Charkowie (znanego również jako Teatr Berezil), z którym występował na wielu europejskich festiwalach teatralnych m.in. w Niemczech, Francji, Finlandii, Holandii, Polsce, Austrii, Rumunii i Rosji. W 2004 roku na Międzynarodowym Festiwalu Teatralnym w Sankt-Petersburgu Żołdak wraz z teatrem został wyróżniony Nagrodą UNESCO, zaś zespół aktorski został zaliczony przez krytykę teatralną do dziesiątki najlepszych zespołów w Europie.
Od 2006 roku mieszka i pracuje w Niemczech. Opuścił Ukrainę na znak protestu wobec zakazania przez ówczesną władzę pokazów jego inscenizacji Romea i Julii na podstawie dramatu Williama Szekspira.
Jego pierwszą realizacją w Polsce był Napój miłosny Gaetano Donizettiego (2018) na deskach Teatru Wielkiego w Poznaniu.

## Nagrody i odznaczenia
- 2000 – Nagroda Krytyków na Festiwalu BITEF w Belgradzie za reżyserię Trzech sióstr Czechowa[2]
- 2002 – Nagroda Marka Okopińskiego na Międzynarodowym Festiwalu Teatralnym „Kontakt” w Toruniu, za najlepszą reżyserię
- 2002 – Nagroda Krytyków na Festiwalu MOT w Skopje za reżyserię przedstawienia „Hamlet. Sny” na podstawie Szekspira
- 2004 – Zasłużony Działacz Sztuk Ukrainy
- 2004 – Nagroda UNESCO wspólnie z Teatrem Szewczenki
- 2009 – Order Za Zasługi III klasy, Ukraina[8]
- 2010 – Nagroda Thalia dla najlepszego przedstawienia na fińskich scenach za reżyserię adaptacji Anny Kareniny Tołstoja
- 2014 – moskiewska Złota Maska za reżyserię opery Eugeniusz Oniegin Czajkowskiego
- 2015 – Macedońska Nagroda Teatralna za reżyserię Elektry[9]

Jest także kandydatem do Europejskiej Nagrody Teatralnej „New Theatrical Realities”.